# Colombe à croissants
Geotrygon mystacea
Espèce
Statut de conservation UICN

 LC  : Préoccupation mineure
La Colombe à croissants (Geotrygon mystacea) est une espèce d'oiseaux de la famille des Columbidae.

## Description
La Colombe à croissant à une longueur d'environ 30 centimètres, pour une envergure pouvant atteindre à 50 centimètres. Elle pèse de 210 à 230 grammes
Colombiné trapu, au dessus brun-vert, foncé, virant au brun-roux sur les primaires externes. Les parties latérales et postérieure du cou ont un reflet vert-bleuté métallique. La tête est vert olive sombre traversée par une ligne sous-oculaire blanche diagnostique : le croissant. L'œil jaune orange est entouré d'un cercle de peau dénudée rouge. Le bec est brun-rouge à pointe jaune. Le dessous est plus clair avec une poitrine brun rouge, ventre lie-de vin. Les pattes sont rouge-violet. La femelle est généralement juste plu sterne que le mâle.

## Biologie
Espèce granivore et frugivore, grattant le sol pour y piocher son repas. Consomme parfois de petits invertébrés. Elle passe la majorité de son temps au sol, se déplaçant préférentiellement à patte qu’en vol. Monogames d’une année sur l’autre, le couple érige plusieurs nids dans des buissons bas. La ponte de 2 œufs intervient généralement de mai à juillet en Guadeloupe.

## Répartition
Son aire s'étend à travers les Antilles (de Porto Rico à Sainte-Lucie). Oiseau terrestre particulièrement discret, il ne s’entend plus qu’il ne se voit. Il est inféodé aux zones forestières denses et couvertes, des montagnes de moyenne altitude jusqu’à la côte.